# Petrocodon ferrugineus
Petrocodon ferrugineus là một loài thực vật có hoa trong họ Tai voi. Loài này được Y.G. Wei mô tả khoa học đầu tiên năm 2007.